# Sarcophaga souzalopesi
Sarcophaga souzalopesi är en tvåvingeart som beskrevs av Thomas Pape 1996. Sarcophaga souzalopesi ingår i släktet Sarcophaga och familjen köttflugor. Inga underarter finns listade i Catalogue of Life.